# Radebeul
Radebeul is een gemeente en plaats in de Duitse deelstaat Saksen, gelegen in de Landkreis Meißen. De stad telt 33.843 inwoners.
De plaats bevat museum "Villa Shatterhand" - opgericht door de weduwe van Karl May, schrijver van onder meer de avonturenverhalen over de indiaan Winnetou en zijn blanke kameraad Old Shatterhand.
Op het staatswijngoed "Hoflößnitz" is de speciaal vormgegeven wijnfles Sachsenkeule ontwikkeld.

## Verkeer en vervoer
- Station Radebeul Ost
- Station Radebeul West

## Overleden
- Ernst Engel (1821-1896), politiek econoom en statisticus
- Friedrich August Trenkler (1836-1910), componist en dirigent
- Karl May (1842-1912), schrijver
- Fritz Pfleumer (1881-1945), Duits-Oostenrijks natuurkundige en uitvinder van de magneetband

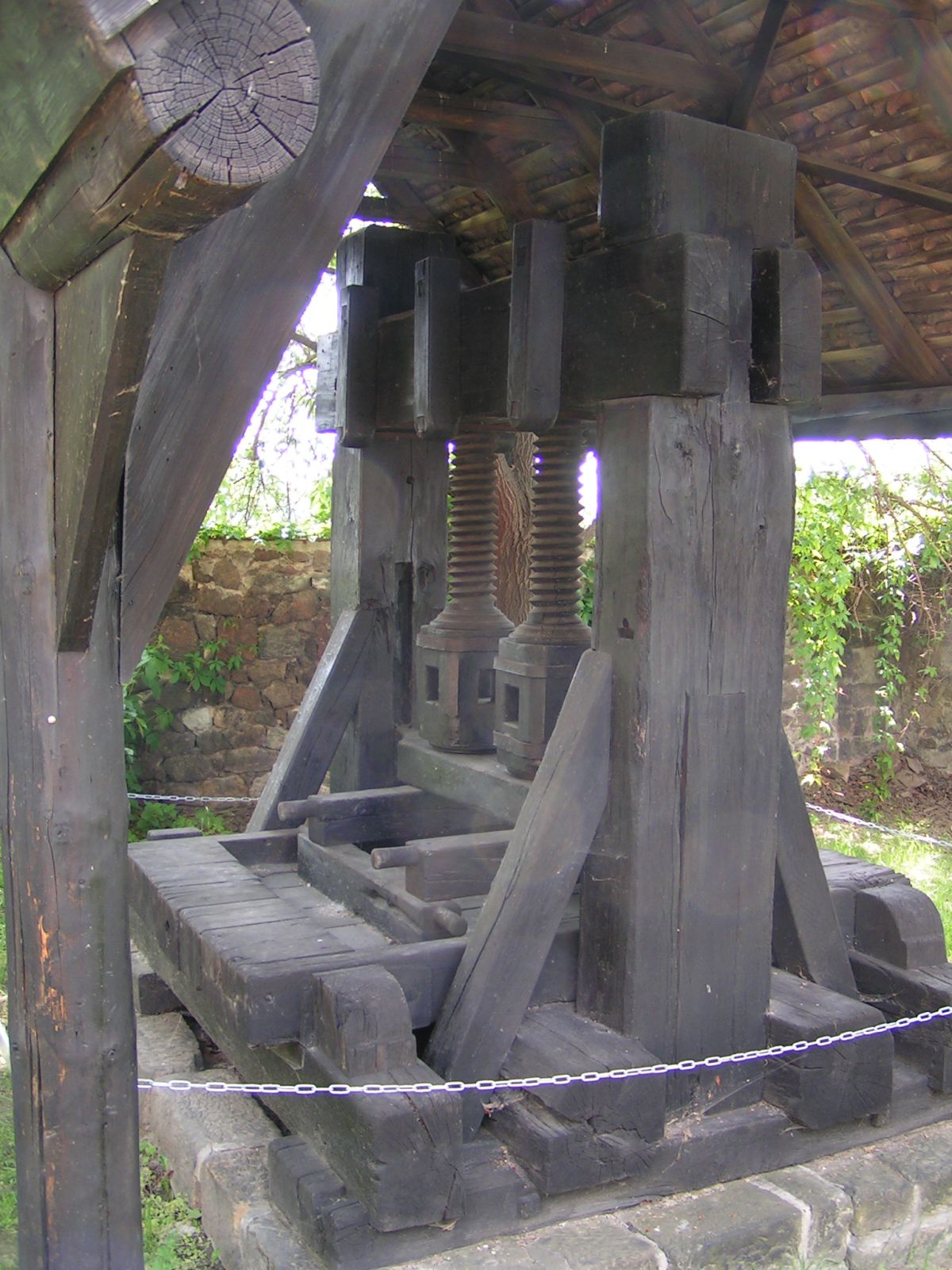
Wijnpers in Radebeul

Coswig ·
Diera-Zehren ·
Ebersbach ·
Glaubitz ·
Gröditz ·
Großenhain ·
Hirschstein ·
Käbschütztal ·
Klipphausen ·
Lampertswalde ·
Lommatzsch ·
Meißen ·
Moritzburg ·
Niederau ·
Nossen ·
Nünchritz ·
Priestewitz ·
Radebeul ·
Radeburg ·
Riesa ·
Röderaue ·
Schönfeld ·
Stauchitz ·
Strehla ·
Thiendorf ·
Weinböhla ·
Weißig a. Raschütz ·
Wülknitz ·
Zeithain